# گروسبرمباخ
گروسبرمباخ (به آلمانی: Großbrembach) یک شهر در آلمان است که در زومردا واقع شده‌است. گروسبرمباخ ۸۰۴ نفر جمعیت دارد.